# Solino (uniforme)

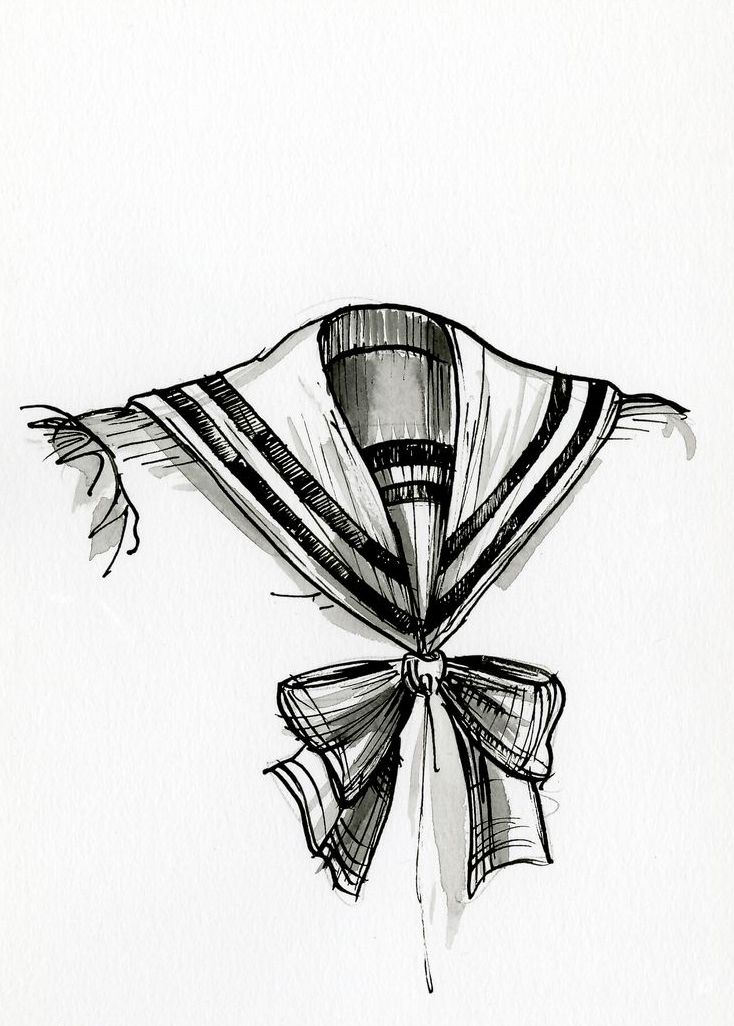
Un colletto alla marinara

Il solino è l'elemento più significativo dell'uniforme da marinaio.

## Origine
In passato i marinai tenevano spesso i capelli lunghi e, durante la navigazione, questi si sporcavano rapidamente (le possibilità si lavarsi erano piuttosto rare). Per evitare che i capelli sporchi macchiassero o rovinassero l’uniforme, i marinai iniziarono a legarsi dei lenzuoli sulle spalle. Nel 1857, la Royal Navy fu la prima marina a rendere il solino parte integrante dell'uniforme dei marinai. Oggi le uniformi con il solino vengono indossate dai marinai durante il servizio di guardia (quindi non più operativo come un tempo) o durante cerimonie e festività. 

## Italia
Nella marina italiana, il solino è di color blu con bande bianche che corrono lungo il bordo (il marinaio imbarcato ha due righe mentre il marinaio a terra ha una riga). Agli angoli ci sono due stelle.